# Орден «За заслуги» (ФІФА)
Орден ФІФА «За заслуги» — нагорода, яку вручають видатним діячам, організаторам, тренерам і футболістам, вклад яких у розвиток футболу визнаний у всьому світі. Затверджений виконкомом ФІФА у 1984 році на честь її 80-річчя.

## Нагороджені орденом
(вибірково)
| Кавалер               | Рік нагородження | Країна             |
| --------------------- | ---------------- | ------------------ |
| Франц Бекенбауер      | 1984             | Німеччина          |
| Стенлі Роуз           | 1984             | Англія             |
| Діно Дзофф            | 1984             | Італія             |
| Пеле                  | 1984             | Бразилія           |
| Жоао Авеланж          | 1984             | Бразилія           |
| Микола Латишев        | 1987             | СРСР               |
| Лев Яшин              | 1988             | СРСР               |
| Франсіско Варальйо    | 1994             | Аргентина          |
| Еусебіу               | 1994             | Португалія         |
| Альфредо Ді Стефано   | 1994             | Аргентина          |
| Ференц Пушкаш         | 1994             | Угорщина / Іспанія |
| Жюст Фонтен           | 1994             | Франція            |
| Зіку                  | 1996             | Бразилія           |
| Боббі Мур             | 1996             | Англія             |
| Генрі Кіссинджер      | 1996             | США                |
| В'ячеслав Колосков    | 1998             | Росія              |
| Ґерд Мюллер           | 1998             | Німеччина          |
| Нельсон Мандела       | 1998             | ПАР                |
| Микита Симонян        | 2000             | Росія              |
| Хуан Антоніо Самаранч | 2001             | Іспанія            |
| Кофі Аннан            | 2002             | Гана               |
| Сантьяго Бернабеу     | 2002             | Іспанія            |
| Сейн Хлайнг           | 2004             | М'янма             |
| Давид Кіпіані         | 2008             | Грузія             |
| Валерій Лобановський  | 2003             | Україна            |
| Паоло Мальдіні        | 2008             | Італія             |
| Нодар Ахалкаці        | 2008             | Грузія             |
| Йоган Кройф           | 2010             | Нідерланди         |
| Табо Мбекі            | 2010             | ПАР                |